# Noir Désir Intégrale
 (janvier 2021).
Si vous disposez d'ouvrages ou d'articles de référence ou si vous connaissez des sites web de qualité traitant du thème abordé ici, merci de compléter l'article en donnant les références utiles à sa vérifiabilité et en les liant à la section « Notes et références ».
Albums de Noir désir
Débranché
(2020) À l'Élysée-Montmartre 91
(2021)
Le coffret Noir Désir Intégrale, paru le 4 décembre 2020 comprend l'intégralité de la discographie (sauf les singles) du groupe de rock français Noir Désir ainsi que des inédits. Il est disponible en disque vinyle et en CD.
Il contient aussi un DVD incluant Noir Désir dans La route du rock le 10 Août 1993 près de St Malo pour 9 titres, dans Les vieilles charrues le 21 Juillet 2001 à Carhaix-Plouguer au Finistère pour 2 titres et dans sa tournée Comme elle vient à Evry en 2002 pour 15 titres, elle sortira plus tard le 28 octobre 2022 en CD.

## Liste des albums

### Disques
1. Où veux-tu qu'je r'garde ? (1987)
2. Veuillez rendre l'âme (à qui elle appartient) (1989)
3. Du ciment sous les plaines (1991)
4. Tostaky (1992)
5. 666.667 Club (1996)
6. Des visages des figures (2001)
7. Dies irae (album live, 1994, disque 1)
8. Dies irae (album live, 1994, disque 2)
9. Noir Désir en public (album live, 2005, disque 1)
10. Noir Désir en public (album live, 2005, disque 2)
11. One Trip/One Noise (album de remix, 1998)
12. Démos - Volume 1 (album inédit)
13. Démos - Volume 2 (album inédit)
14. Chansons hors albums et versions alternatives (album inédit)
15. Covers et duos (album inédit)
16. Élysée-Montmartre (album live inédit)
17. Débranché (album live acoustique, 2020)
18. Nous n'avons fait que fuir (album live conceptuel, 2004)
19. La route du Rock / Les vieilles charrues / Comme elle vient (DVD inédit)

#### Disque 12 et 13 — Démos
| Démos - Volume 1                | Démos - Volume 1 |
| ------------------------------- | ---------------- |
| 01. Où veux-tu qu'je r'garde    | 4:31             |
| 02. Toujours être ailleurs      | 4:29             |
| 03. Le fleuve                   | 3:45             |
| 04. Aux sombres héros de l'amer | 3:13             |
| 05. What I Need                 | 3:23             |
| 06. Les écorchés                | 3:49             |
| 07. The Wound                   | 4:57             |
| 08. La chaleur                  | 3:47             |
| 09. À l'arrière des taxis       | 2:58             |
| 10. Apprend à dormir            | 3:15             |
| 11. Charlie 2                   | 3:32             |
| 12. Tu m'donnes le mal          | 3:53             |
| 13. Si rien ne bouge            | 5:10             |
| 14. The Holy Economic War       | 2:55             |
| 15. Tout l'or                   | 4:45             |
| 16. Pictures Of Yourself        | 3:28             |
| 17. La chanson de la main       | 3:14             |

| Démos - Volume 2            | Démos - Volume 2 |
| --------------------------- | ---------------- |
| 01. Here It Comes Slowly    | 3:03             |
| 02. Oublié                  | 4.40             |
| 03. Alice                   | 4:08             |
| 04. Tostaky (le continent)  | 4:19             |
| 05. L'homme pressé          | 3:44             |
| 06. Prayer For Wanker       | 3:04             |
| 07. Lazy                    | 5:57             |
| 08. À la longue             | 4:27             |
| 09. Des visages des figures | 5:17             |

#### Disque 14 — Chansons hors albums et versions alternatives
| Chansons hors albums et versions alternatives | Chansons hors albums et versions alternatives | Chansons hors albums et versions alternatives                    |
| --- | --- | ---------------------------------------------------------------- |
| 01. Si rien ne bouge vs. Le fleuve 02. Lullaby 03. Back to You 04. One Trip One Noise (live) 05. Là-bas 06. Lazy (Démo 1996 Mix) 07. Twilight Zone 08. Hasta Tu Estrella (version espagnole de À ton étoile) 09. Baiser Cannibal 10. Moryin Moriyn 11. Son style (New-York Mix) 12. À ton étoile Vs Des visages des figures 13. Le Fleuve (Chatila Mix) | Version alternatif extrait des concerts de 2001 Face B du single Lolita nie en bloc Face B du single L'homme pressé Version alternatif extrait des concerts de 2001 Face B du single L'homme pressé Version démo (déjà parue dans la compilation En route pour la joie) Face B du single L'homme pressé Face B du single À ton étoile Face B du single Lost Face B du single Le vent nous portera Remix de la Face B Son style 3 du single Lost Version alternatif extrait des concerts de 2001 Mixage alternatif de la version présente dans Noir Désir en public | 4:11 1:55 3:58 4:55 2:35 5:29 6:07 4:22 3:20 7:44 3:29 4:18 8:32 |

Ce disque ne comporte pas la rareté Dirty (face B du single Tostaky) présente dans la compilation En route pour la joie et la réédition Tostaky, et les chansons Le temps des cerises et Gagnants / Perdants (Bonne nuit les petits) parus en téléchargement libre en 2008.

#### Disque 15 — Covers et duos
Ce disque contient les principales reprises par le groupe ; s'y trouve deux inédits : Imbécile d'Alain Bashung enregistrée avec ce dernier lors de la session d'enregistrement de la reprise Volontaire toujours de et avec ce dernier, et Play with Fire provenant des sessions de répétitions pour l'album collectif Liberté de circulation en soutien au GISTI.
| Covers et duos | Covers et duos | Covers et duos                               |
| --- | --- | -------------------------------------------- |
| 01. Ces gens-là (reprise de Jacques Brel) 02. Le roi (reprise de Georges Brassens) 03. I Want You (She's So Heavy) (reprise des Beatles) 04. Helter Skelter (reprise des Beatles) 05. Working Class Hero (reprise de John Lennon) 06. Play With Fire (reprise des Rolling Stones) 07. Volontaire (reprise de et avec Alain Bashung) 08. Aucun express (reprise d'Alain Bashung) 09. Imbécile (reprise de et avec Alain Bashung) | Aux suivant(s), album collectif en hommage à Jacques Brel Les Oiseaux de Passage, album collectif en hommage à Georges Brassens Face B du single Tostaky Extrait du concert au Paléo Festival à Nyon le 27 juillet 1989 Liberté de Circulation, album collectif Inédit, extrait des répétitions de Liberté de Circulation Climax, compilation d'Alain Bashung Tels Alain Bashung, album collectif (dernier enregistrement du groupe) Inédit, extrait de la session Volontaire avec Alain Bashung | 5:12 5:04 4:16 9:07 3:50 3:12 3:22 3:58 2:30 |

Il manque les chansons L'Iditenté avec Têtes Raides (parue sur l'album Gratte poil de Têtes Raides en 2000) et Bis Baby Boom Boom avec Brigitte Fontaine (parue sur l'album Kékéland de Brigitte Fontaine en 2001) qui sont toutes deux parues également sur le second disque de la compilation Soyons désinvoltes, n'ayons l'air de rien en 2011, auxquels s'ajoutent Le temps des cerises (paru en téléchargement en 2008 avec Estelle et Romain Humeau du groupe Eiffel) et Drunken Sailor (parue sur la compilation En route pour la joie) issue du concert à l’Élysée Montmartre en 1989.

#### Disque 16 — Live À l'Élysée-Montmartre 91
Albums de Noir Désir
L'intégrale
(2020) Comme elle vient
(2022)
Cet album live contenant la série de concerts à l'Élysée-Montmartre durant la tournée de l'album Du ciment sous les plaines était inédit au moment de la sortie de l'intégrale. Il est sorti séparément en avril 2021 en CD et vinyle.
| À l’Élysée-Montmartre 91 | À l’Élysée-Montmartre 91                                                   |
| --- | -------------------------------------------------------------------------- |
| 01. No No No 02. La chaleur 03. Charlie 04. Les écorchés 05. What I Need 06. Si rien ne bouge 07. The Holy Economic War 08. Tout l'or 09. Lola 10. La rage 11. En route pour la joie 12. Pyromane 13. À l'arrière des taxis 14. Le fleuve 15. Le zen émoi | 3:17 3:32 3:44 4:01 3:38 6:04 8:00 4:43 4:12 3:20 4:40 3:42 2:53 4:30 2:40 |

#### Disque 19 — DVD

##### Vue Public -La Route du Rock(10 Août 1993 près de St Malo)
01. La rage
02. Here It Comes Slowly
03. Alice
04. Le fleuve
05. Ici Paris
06. It Spurts
07. Sober Song
08. Tostaky
09. The Holy Economic War

##### Les Vieilles Charrues(21 Juillet 2001 à Carhaix-Plouguer au Finistère)
10. Tostaky
11. Lazy

##### Comme elle vient: Live 2002
Le concert correspondant est celui donné à l'Agora d’Évry en 2002.
Albums de Noir Désir
À l’Élysée-Montmartre 91
(2021)
12. Intro (Si rien ne bouge) - 3:01
13. Si rien ne bouge - 4:59
14. Pyromane - 4.33
15. Septembre en attendant - 6:00
16. Les écorchés - 3:23
17. One Trip One Noise - 6:59
18. Le fleuve - 8:36
19. Le grand incendie - 6:32
20. La chaleur - 3:54
21. Tostaky - 6:39
22. Bouquet de nerfs - 3:56
23. Le vent nous portera - 4:23
24. Des armes - 3:18
25. Des visages, des figures - 7:09
26. Comme elle vient - 4:57